# Контроль цен
Контро́ль цен — ограничения на цены, которые правительство может устанавливать на товары и услуги. Целью подобных мер может быть стремление поддержать доступность основных продуктов питания и товаров народного потребления, предотвратить манипулирование ценами во время дефицита, замедлить инфляцию или наоборот, обеспечить минимальный доход для поставщиков определённых товаров или минимальную заработную плату. Двумя основными формами регулирования цен являются максимальная и минимальная цена.

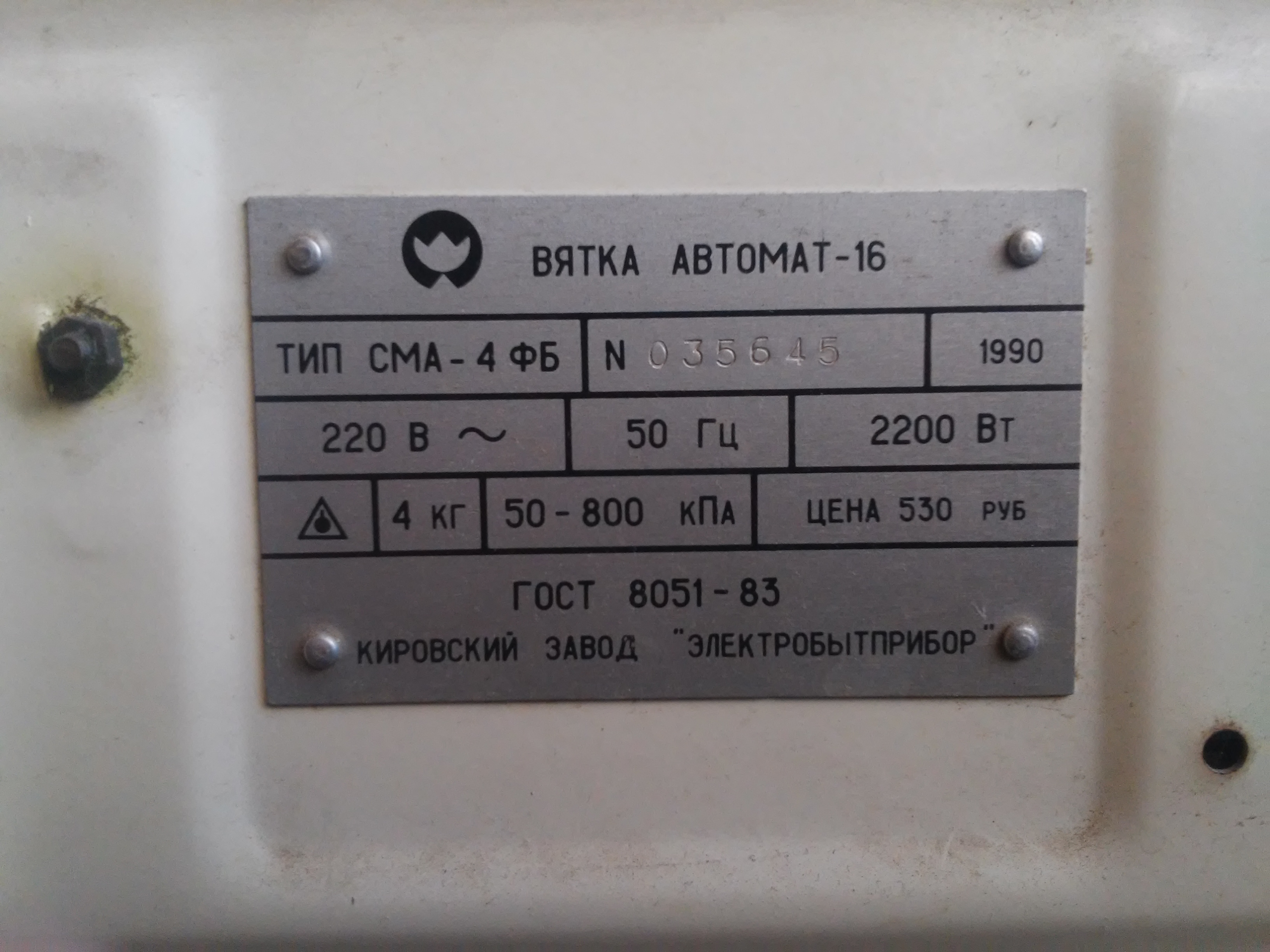
Заводская табличка стиральной машины «Вятка-автомат», 1990 год. В связи с государственным регулированием цен в СССР на ней обозначена и цена.

Контроль цен часто является частью более глобальной экономической политики, которая также может включать управление заработной платой.
Хотя контроль над ценами иногда используется даже демократическими правительствами, экономисты обычно соглашаются с тем что эта мера идёт вразрез с рыночными принципами экономики и что её следует избегать.

## Исторические примеры

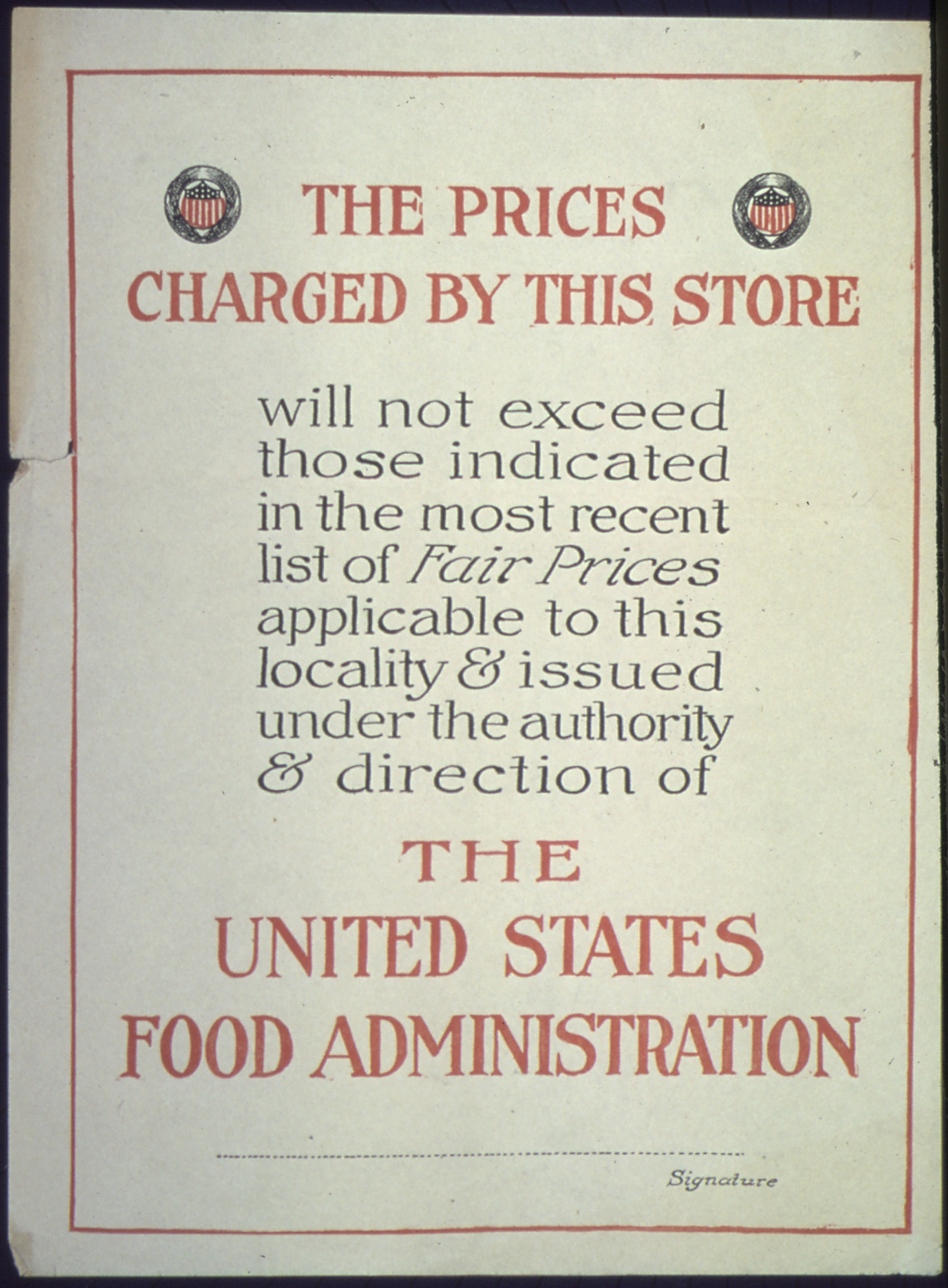
Плакат Американской продовольственной ассоциации времён Первой мировой войны.

Римский император Диоклетиан пытался установить максимально допустимые цены на все основные товары в Римской империи в конце III века н. э., издав специальный эдикт, но не был особенно успешен в этом.
В 1793 году во время Великой Французской революции был установлен контроль над ценами на зерно и другие продукты. Во время Первой мировой войны в США Американская продовольственная администрация применяла контроль цен на продукты питания. Контроль цен также имел место в США и в Нацистской Германии в период Второй мировой войны Price controls were also imposed in the US and Nazi Germany during WWII.. 
Некоторые штаты США иногда осуществляли собственную политику контроля за ценами. Например, Калифорния контролирует цены в пределах штата, что критикует американский экономист Томас Сауэлл, обвиняя власти штата, в частности, в периодических нехватках электроэнергии. Сауэлл писал о контроле цен в Калифорнии в 2001 году: «Так как электроэнергетические компании вынуждены платить больше за электроэнергию, чем им разрешено взимать с их потребителей, они работают с дисбалансом, и финансовые рынки понижают их облигации». Административные органы Калифорнии согласились повысить ставки, но не настолько сильно, чтобы компании смогли платить на оптовом рынке за электроэнергию. Экономист Лоуренс Макович утверждал: «Мы уже видели на примере Калифорнии, что предельные цены на розничные тарифы повысили спрос и сделали дефицит хуже, а ценовые ограничения привели самые большие электроэнергетические компании, Pacific Gas и Electric, к банкротству за четыре месяца». В то время как некоторые утверждали, что поставщики электроэнергии в прошлые годы устанавливали цены выше рыночных, в 2002 San Francisco Chronicle сообщила, что до отключений многие поставщики электроэнергии покинул рынок штата, поскольку имели возможность получить потенциально большую прибыль в других западных штатах. Федеральная комиссия по регулированию энергетики вмешалась и установила предельные цены для каждого мегаватта покупаемой мощности, позже отменив контроль, чтобы избежать веерных отключений, имевших место шестью месяцами ранее.
Штат Гавайи на короткий период времени в 2005 году вводил контроль на оптовые цены на бензин во время борьбы с «манипулированием ценами» в этом штате в 2005 году. Поскольку данная мера была воспринята как слишком мягкая и неэффективная, она была отменена вскоре после этого.

## Критика

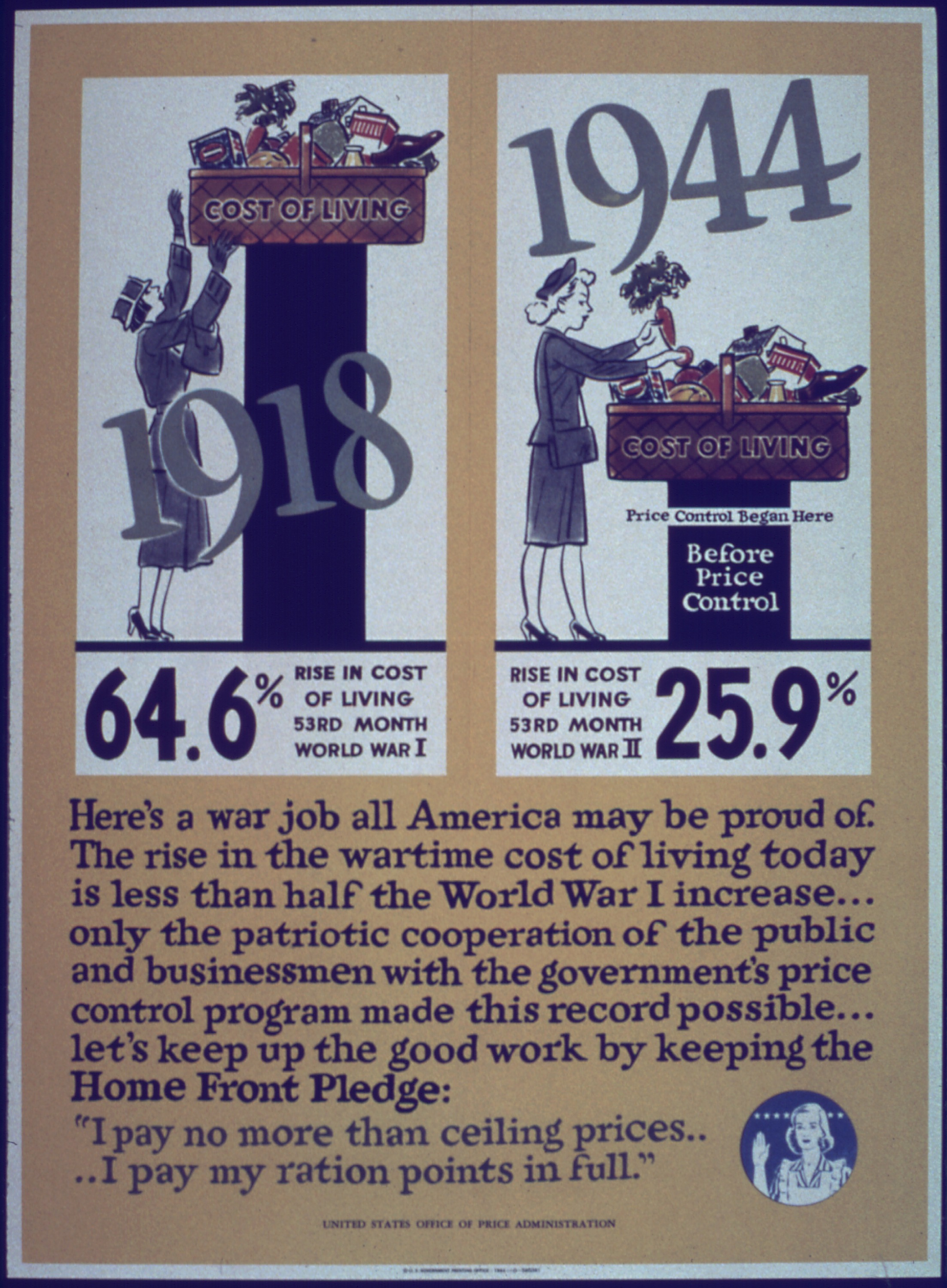
Американский плакат о контроле цен времён Второй мировой войны.

Основным аргументом критиков против контроля цен является то, что в результате установления цен на искусственно низком уровне спрос увеличивается до точки, где предложение не может идти с ним в ногу, что приводит к дефициту товаров и услуг, цены на которые контролируются. Например, Лактанций писал, что Диоклетиан «посредством различных налогов сделал все товары чрезвычайно дорогими, пытаясь эдиктом ограничить цены на них. Тогда много крови [торговцев] было пролито из-за мелочей, мужчины боялись предлагать что-либо для продажи, и дефицит стал более чрезмерным и тяжким, чем когда-либо. В конце концов эдикт [о ценах], после того, как оказался разрушительным для многих людей, был упразднён из объективной необходимости». Как и в случае эдикта Диоклетиана о ценах, дефицит может привести к появлению чёрных рынков, где цены на те же самые товары превышают цены на неконтролируемом рынке. Кроме того, как только контроль цен отменяется, цены сразу же возрастают, что может привести к временному шоковому состоянию экономической системы.
Классическим примером того, как контроль над ценами способен вызвать дефицит, является нефтяной кризис в период с 19 октября 1973 и 17 марта 1974 года, когда действовало нефтяное эмбарго со стороны арабских государств. Длинные очереди легковых и грузовых автомобилей быстро появились во всех розничных сетях АЗС в США, и некоторые станции закрыты из-за нехватки топлива по низким ценам, установленным американским Советом по стоимости. Установленная цена была ниже той, что установилась на рынке, и, как следствие, товар исчез. Не имело никакого значения, опустились бы цены сами или принудительно ниже рыночной клиринговой цене. Дефицит произошёл бы в любом случае. Контроль над ценами не в состоянии достигнуть своей главной цели, которая заключается в снижении цен, выплачиваемых розничными потребителями, но такой контроль действительно приводит к сокращению поставок.
Лауреат Нобелевской премии Милтон Фридман сказал: «Мы, экономисты, знаем не очень много, но мы знаем, как создать дефицит. Если вы хотите создать дефицит, например, помидоров, нужно просто принять закон, по которому розничные торговцы не могут продавать помидоры более чем за два цента за фунт. Мгновенно вы будете иметь дефицит помидоров. То же самое и с нефтью или газом».
Министр финансов США при президенте Ричарде Никсоне, Джордж Шульц, внедрил никсоновскую «новую экономическую политику», отменившую контроль над ценами, которая начала реализовываться в 1971 году. Эта отмена контроля над ценами привела к быстрому росту цен. Цена были вновь заморожены после восстановления через пять месяцев.